# Pattimura
Thomas Matulessy (ook Thomas Matulesi en Thomas Matulesia) (Seram (Ceram) 1782/1783 - Fort Victoria (Ambon) 16 december 1817), bekend als Pattimura Muda (Jonge Grootmoedige Bevelhebber), Pattimura en Kapitan Pattimura (Kapitein Pattimura), was een voormalige, door de Britse bezetter opgeleide Molukse sergeant-majoor, die in 1817 een opstand leidde tegen het Nederlandse gezag op het eiland Saparua bij Ambon op de Molukken.
In 1973 werd hij geëerd met de titel Nationale held van Indonesië. Het vliegveld op Ambon is naar hem vernoemd, evenals de Pattimura Universiteit in Ambon.

## Biografie
Pattimura werd geboren als Thomas Matulessy op 8 juni 1783 op Saparua, Maluku; de naam Pattimura is zijn pseudoniem. Thomas was een vrome christelijke protestantse gelovige. Zijn ouders waren Frans Matulessia en Fransina Tilahoi en hij had een jongere broer genaamd Yohanis. In 1810 werd de archipel Maluku overgenomen van Nederlandse koloniale overheersing door de Britten. Mattulessi kreeg een militaire training van British Colonial Auxiliary Forces en bereikte de rang van sergeant-majoor.
Pattimura diende in het Britse bezettingsleger waar hij opklom tot sergeant-majoor. Na de overdracht van het Britse aan het Nederlandse bestuur, werd het door de Britten op de Molukken opgeleide leger van vierhonderd voornamelijk Molukse soldaten ontbonden. Pattimura en de voormalige soldaten waren bang dat ze door de Nederlanders naar Java zouden werden overgebracht en ze vluchtten naar het eiland Saparua.
Bij protesten tegen de hervormingen van de Nederlandse resident op Saparua, Johannes Rudolph van den Berg, werd Matulessy door zijn voormalige mede-soldaten als aanvoerder gekozen. Op 3 mei 1817 werd besloten tot een gewapende opstand. Resident Van den Berg werd gewaarschuwd, maar geloofde de boodschapper niet en liet hem met een rotanstok afranselen.
De inlandse bevolking stelde zich achter de opstand op en op 17 mei 1817 werd als eerste verzetsdaad de postprauw bij Porto geplunderd. Pattimura en zijn opstandelingen namen vervolgens Fort Duurstede in, het Nederlandse fort op Saparua, waarbij de resident, zijn echtgenote, de jongste drie kinderen en de gouvernante van het gezin, samen met het garnizoen van 19 soldaten werden vermoord. Het oudste kind, de zesjarige Jean Lubbert, werd voor dood achtergelaten, overleefde de aanslag en werd later gevangen genomen door de opstandelingen. Pattimura gaf op uitdrukkelijk verzoek van een mede-opstandeling toestemming het kind in leven te houden. Een Nederlands detachement van 242 soldaten, dat vervolgens vanaf Ambon naar Saparua werd gestuurd, werd vrijwel geheel verslagen. Pattimura sierde zich later met de epauletten van de gesneuvelde commandant van deze expeditie, de majoor Beetjes. Pas een half jaar later stuurden de Nederlanders twee militaire expedities naar Saparua. Nu werden de opstandelingen verslagen en Pattimura werd op 12 november 1817 gevangen genomen en op 16 december 1817 opgehangen in Fort Victoria, (Ambon). Jean Lubbert werd gedwongen de executie bij te wonen.
Jaarlijks op 15 mei wordt Pattimura-dag gevierd. Nabij de plek van zijn executie is een standbeeld van hem opgericht.
Door de Molukse gemeenschap - in, maar vooral buiten Indonesië - wordt hij vooral gezien als held van het Molukse volk en niet zozeer als een "held van Indonesië". Indonesië bestond in de tijd van Pattimura nog niet. De  Archipel bestond nog grotendeels uit soevereine gebieden en eilanden, die het Nederlandse gezag zagen als een bezetting.

## Vernoemingen
- Het vliegveld van Ambon heet Pattimura
- Op de Molukken is een universiteit vernoemd naar Pattimura
- Pattimura staat afgebeeld op het bankbiljet van 1000 roepia
- In Wierden is een straat in de Molukse wijk vernoemd naar Pattimura